# Dekanat Augsburg-Land

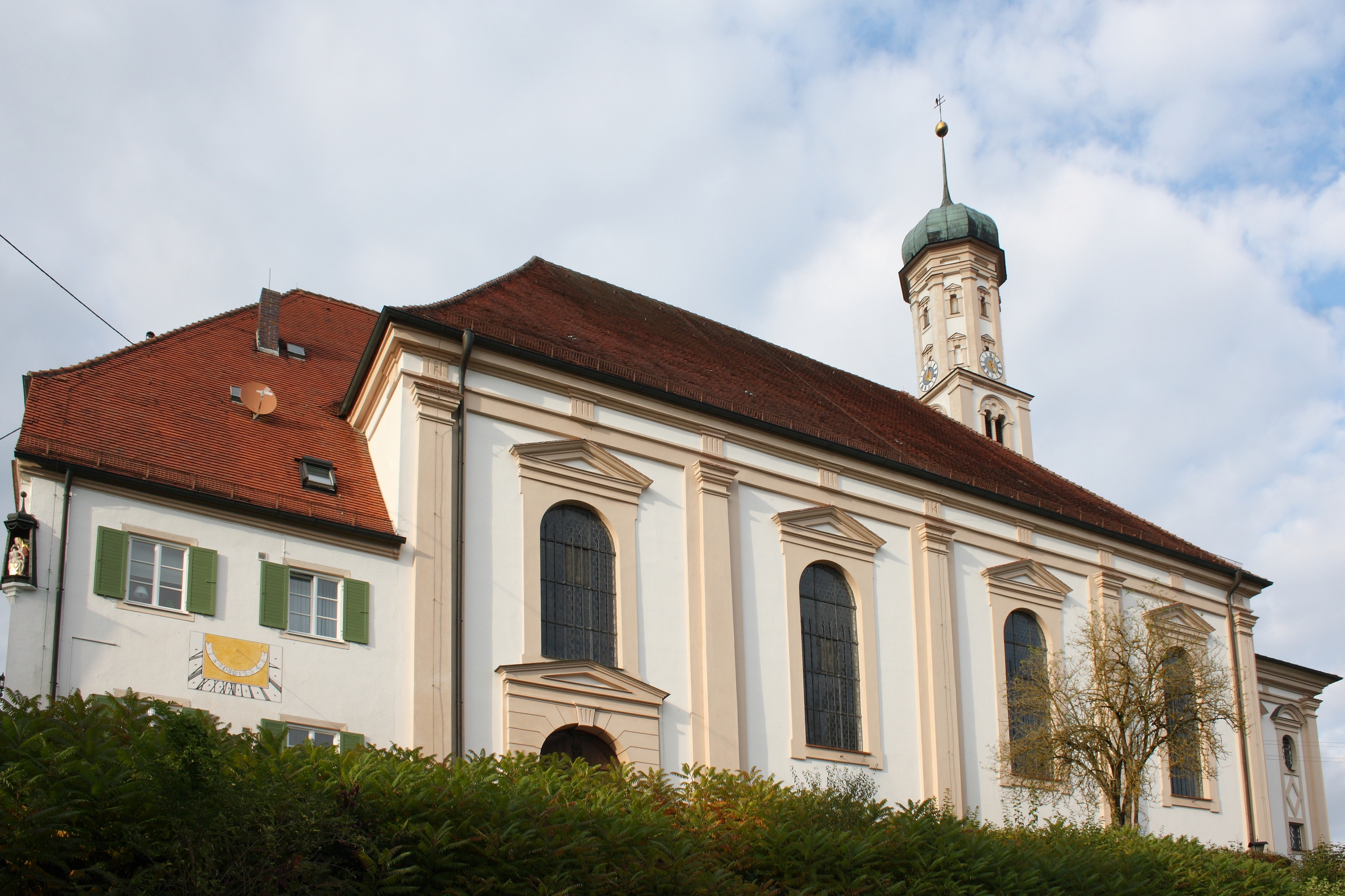
Wallfahrtskirche St Michael in Violau

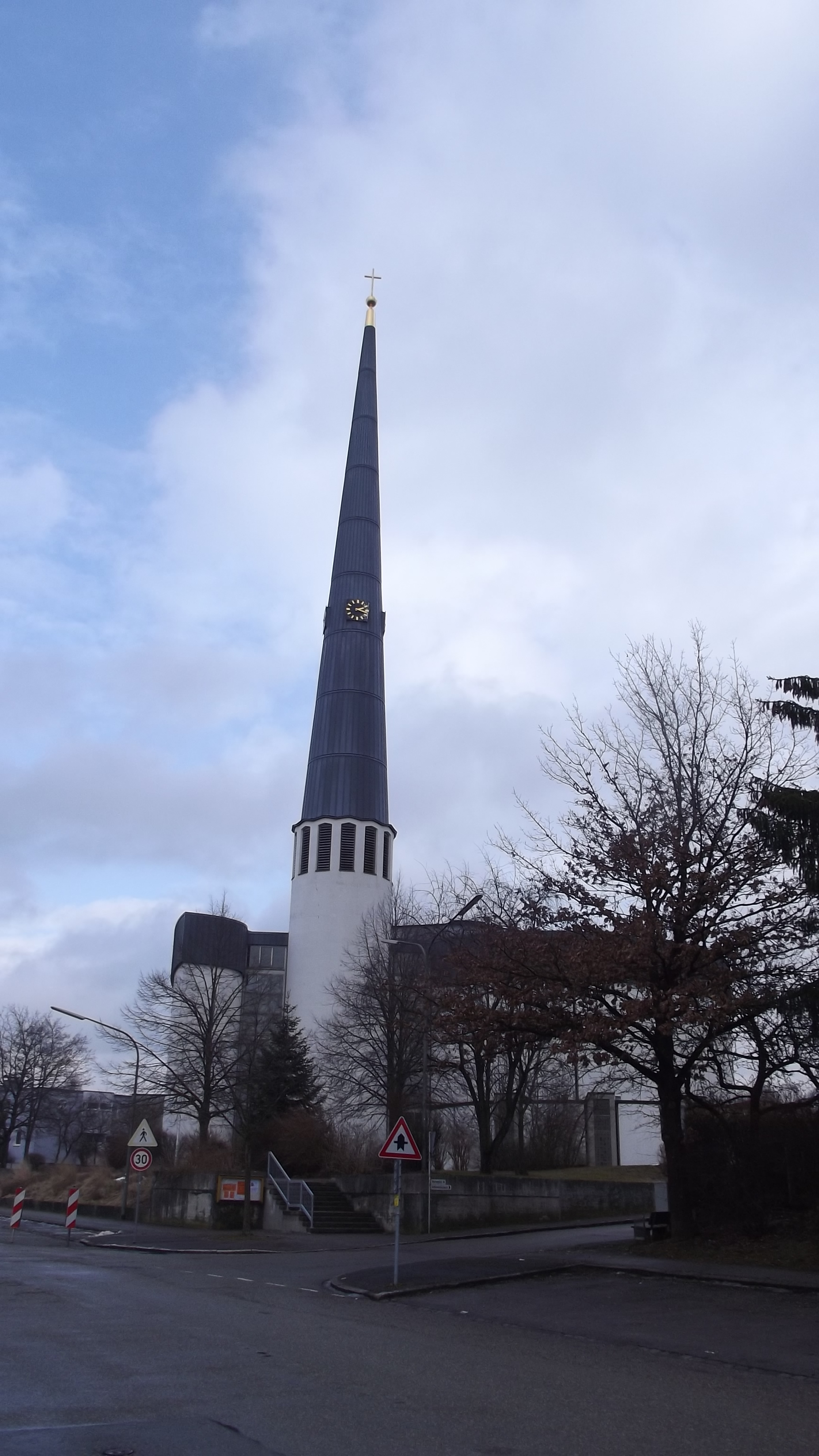
Herz-Mariä-Kirche in Diedorf

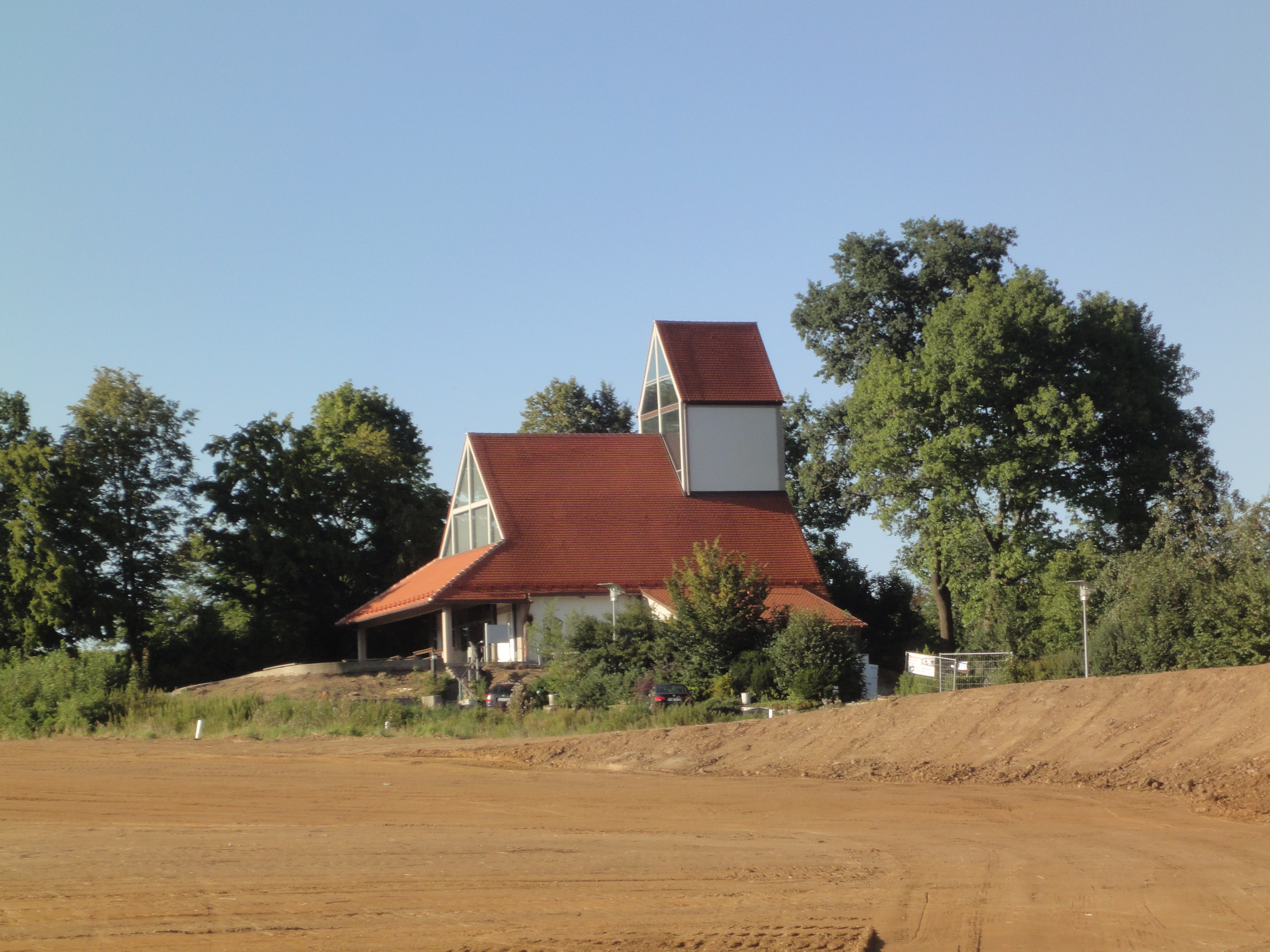
Autobahnkirche Maria, Schutz der Reisenden

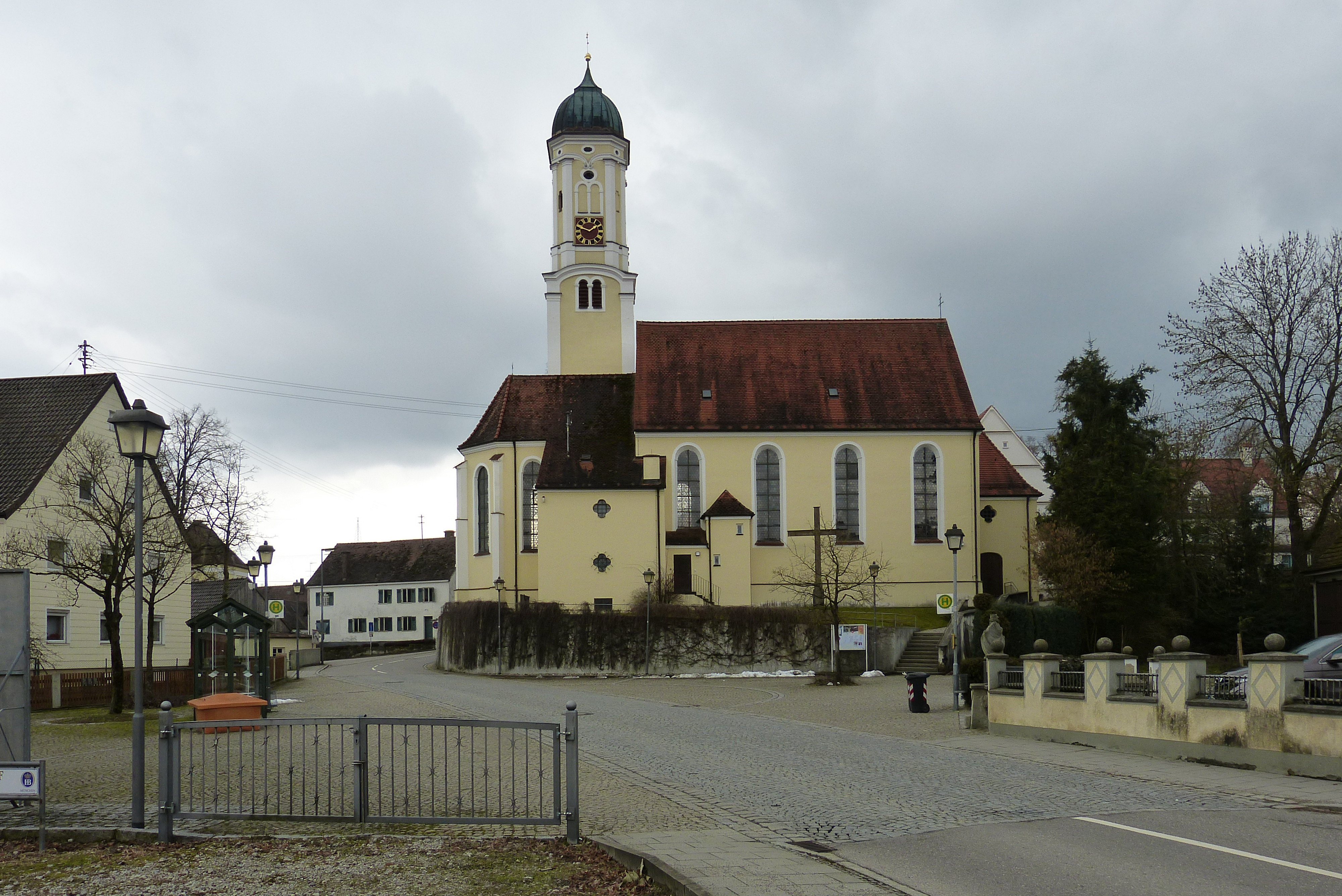
Pfarrkirche St. Martin in Batzenhofen

Das Dekanat Augsburg-Land ist eines von 23 Dekanaten des römisch-katholischen Bistums Augsburg.
Das Dekanat entstand im Zuge der Bistumsreform vom 1. Dezember 2012 durch die Zusammenlegung der früheren Dekanate Dinkelscherben und Meitingen (inklusive der Pfarreiengemeinschaft Gersthofen). Der Sitz ist Altenmünster.

## Gliederung

### Pfarreiengemeinschaften
- Altenmünster/Violau

Altenmünster St. Vitus,
Baiershofen St. Leonhard,
Hegnenbach St. Georg,
Violau St. Michael,
Zusamzell St. Nikolaus;
- Biberbach

Affaltern St. Sebastian,
Biberbach St. Jakobus, St. Laurentius und Hl. Kreuz
Feigenhofen St. Peter und Paul,
Markt St. Johannes der Täufer,
- Dietkirch

Agawang St. Laurentius,
Unternefsried St. Jakobus,
Dietkirch St. Johannes Baptist,
Gessertshausen „St. Leonhard“,
Döpshofen St. Martin,
Margertshausen St. Georg,
Kutzenhausen St. Nikolaus,
Buch St. Alban,
Maingründel „St. Leonhard“,
Rommelsried St. Ursula und Gefährten,
Ustersbach St. Fridolin,
Mödishofen St. Vitus;
- Dinkelscherben

Anried St. Felizitas und Söhne,
Dinkelscherben St. Anna,
Ettelried St. Katharina,
Fleinhausen St. Nikolaus,
Grünenbaindt St. Peter und Paul,
Häder St. Stephan,
- Emersacker

Emersacker St. Martin,
Heretsried St. Martin,
Lauterbrunn St. Vitus,
- Gablingen/Langweid

Achsheim St. Peter und Paul,
Gablingen St. Martin,
Langweid St. Vitus,
Lützelburg St. Georg,
Stettenhofen Jesus, der Gute Hirte;
- Gersthofen

Gersthofen St. Jakobus major,
- Meitingen

Herbertshofen St. Clemens,
Langenreichen St. Nikolaus,
Meitingen St. Wolfgang;
- Neusäß

Aystetten St. Martin,
Neusäß St. Ägidius,
Neusäß „St. Thomas Morus“,
Ottmarshausen „St. Vitus“,
Steppach „St. Raphael“,
Täfertingen Mariä Himmelfahrt;
Westheim „St. Nikolaus v. Flüe“,
Westheim Kobelkapellenstiftung;
- Nordendorf/Westendorf

Allmannshofen St. Nikolaus,
Ehingen St. Laurentius,
Blankenburg St. Agatha,
Holzen St. Johannes Baptist,
Nordendorf Christkönig,
Ellgau St. Ulrich;
Westendorf St. Georg,
- Welden

Adelsried St. Johannes Baptist,
Autobahnkirche Maria, Schutz der Reisenden,
Bonstetten St. Stephan,
Reutern St. Leonhard,
Welden Mariä Verkündigung;
- Willishausen

Anhausen St. Adelgundis,
Willishausen St. Martinus,
Deubach St. Gallus;
Hausen „St. Nikolaus“
- Zusmarshausen

Gabelbach St. Martin,
Gabelbachergreut St. Leonhard,
Steinekirch St. Vitus, Modestus u. Kreszentia,
Wörleschwang St. Michael,
Wollbach St. Stephan,
Zusmarshausen Maria Immaculata,
Friedensdorf Maria, Königin des Friedens;

### Weitere Pfarreien
Batzenhofen St. Martin,
Biburg „St. Andreas“,
Breitenbronn „St. Margareta“,
Rettenbergen St. Wolfgang,
Diedorf Herz Mariä,
Hainhofen „St. Stephanus“,
Hirblingen St. Blasius;
Horgau St. Martin,
Streitheim St. Vitus,
Neukirchen St. Vitus,
Oberbaar St. Laurentius,
Oberschöneberg „St. Ulrich“,
Ried „Mariä Himmelfahrt“;
Thierhaupten St. Peter und Paul;